# Беффхен
Беффхен (нем. Beffchen от лат. biffa — «ошейник») — белый нагрудник в виде двух ниспадающих лент (10-15 см), известный с XVII века.
Беффхен появился взамен воротников-жерновов. С 1680 года две свисающие на грудь белые ленты, подобные жабо, появились в мужском костюме горожан и не относились к лютеранским служителям. Лишь в XIX веке по распоряжению прусского короля Фридриха Вильгельма III беффхен вошёл в литургическое облачение протестантских священников. До XIX века служители римско-католической и старокатолической церквей надевали облачение (талар или альба) чёрного и тёмно-фиолетового цветов, повязывая на шею белые беффхены. Современные беффхены надеваются под воротник и крепятся к верхней пуговице. Беффхен является прототипом белых воротничков.
Беффхен обыкновенно носился с таларом и биреттой.